# Passerculus rostratus
Passerculus rostratus, "stornäbbad sparv", är en fågelart i familjen amerikanska sparvar inom ordningen tättingar.

## Utbredning och systematik
Fågeln utgör en grupp av två underarter med följande utbredning:
- rostratus – nordöstra Baja California (Coloradoflodens utlopp och angränsande Sonora)
- atratus – kustnära nordvästra Mexiko (centrala Sonora till centrala Sinaloa)

Den betraktas oftast som en del av grässparv (Passerculus sandwichensis), men urskiljs sedan 2016 som egen art av Birdlife International och IUCN.

## Status
Den kategoriseras av IUCN som livskraftig.